# Anaxipha henryi
Anaxipha henryi är en insektsart som beskrevs av Lucien Chopard 1936. Anaxipha henryi ingår i släktet Anaxipha och familjen syrsor. Inga underarter finns listade i Catalogue of Life.